# Örményország világörökségi helyszínei
Örményország területéről eddig három helyszín került fel a világörökségi listára, valamint további négy helyszín a javaslati listán várakozik a felvételre.
| | Haghpat és Szanahin kolostorai |
| 1996, kiterjesztés: 2000 |                                |
| Kulturális (II)(IV) |                                |
| Védett terület: 2,65 ha, puffer zóna: 23,8 ha, hivatkozás: 777 |                                |
| A Grúzia határához közel fekvő bizánci kolostorok az örmény vallási építészet legfontosabb emlékei közé tartoznak. A mintegy ötszáz szerzetesnek otthont adó két kolostort egy szurdok választja el egymástól. Az épületeket a 10. és a 13. század között emelték, jellemző rájuk a bizánci egyházi és a kaukázusi régió nemzeti építészeti stílusának keveredése. A Szahanin kolostoregyüttes két merőleges tengely mentén felépített, homlokzataikkal nyugat felé tájolt épületcsoportból áll. Az épületkomplexumhoz négy templom, egy könyvtár, egy harangtorony, egy refektórium és több kápolna tartozik. Szahanin fontos szellemi és oktatási központ volt, miniatúra-készítőket és kalligráfusokat is képeztek. Jelentős könyvtárát a 12. vagy a 13. században alapították, a stratégiailag kedvező helyen fekvő épület kulcsfontosságú volt a kolostor védelme szempontjából is. Az erődített Haghpat-kolostor Szent Kereszt főtemplomának építése már a 10. század végén befejeződött. Harangtornya a főépülettől távolabb helyezkedik el. A 11. és a 12. században kisebb felújításokat végeztek rajta, de ettől eltekintve teljesen eredeti állapotban maradt meg. A 13. században épített előcsarnokán keresztül közelíthető meg a templom, a könyvtár és a káptalanterem. |                                |

| | Vagarsapat katedrálisa és templomai, valamint Zvartnoc régészeti lelőhelye |
| 2000 |                                                                            |
| Kulturális (II)(III) |                                                                            |
| Védett terület: 74,3 ha, hivatkozás: 1011 |                                                                            |
| A 4. század elejétől Vagarsapat volt az örmény egyház központja, és vezetőjének a katolikosznak a székhelye. Itt épült fel 301 és 303 között az ország legrégebbi keresztény imahelye, az Ecsmiadzini székesegyház, amely vélhetően a legrégebbi fennmaradt katedrális a világon. A székesegyház az 5. században emelt Szent Hripszime- és a 7. századból származó szent Gajane-templommal együtt az örményországi kereszténység kezdeti spirituális és művészi újításainak kiemelkedő példái. A világörökségi helyszínhez tartozik még a közeli Zvartnoc palotája és a hozzá tartozó háromemeletes Szent Gergely-templom is, amelyeket III. Narszész bizáncban tanult katolikosz megbízásából építettek a 7. században. A templomok szemléltetik az örmény középkupolás, keresztcsarnokos templomtípus kialakulását és fejlődését. A Zvartnoci épületegyüttes csak romokban maradt fenn, a másik három templomot a 17. században felújították. A fennmaradt három templom a régió legszebb görög kereszt alaprajzú épületei ebből a korból, amelyek komoly hatást gyakoroltak a térség építészeti és művészeti fejlődésére. |                                                                            |

| | Geghard kolostor és a Felső-Azat-völgy |
| 2000 |                                        |
| Kulturális (II) |                                        |
| Védett terület: 2,7 ha, puffer zóna: 40 ha, hivatkozás: 960 |                                        |
| A Gegami-hegyek között, Jerevántól 40 kilométerre északkeleti irányban, 1700 méter magasságban épült Geghard, a sziklatemplomok kolostora, amely tufából kivájt barlangtemplomokról és sírokról nevezetes. A csodálatos természeti környezetben, az Azat-völgy bejáratánál fekvő épületegyüttest a 4. században alapították Világosító Szent Gergely idejében, de a feltételezések szerint a hely már időszámításunk előtt is szakrális hely volt, ahol egy szent forrást imádtak. A mai Geghard név jelentése lándzsa, ez arra a lándzsára utal, amellyel a keresztre feszített Jézust megsebezték. Ezt a lándzsát a legenda szerint Tádé apostol Örményországba vitte és ebben a kolostorban őrizték. A kolostoregyüttes hamar az örmény szellemi élet központjává vált és jelentős zarándokhely volt. A 13. században a Zakarjan hercegi család birtokába került, majd később a Prosjan hercegek temetkezési helyként használták. Az egyik sziklatemplom bejáratát egy nagy kereszt díszíti, amelyet szentek szobraival és állatfigurákkal vettek körül. Az épületegyüttes központi részét a Katoghiké-templomot 1215-ben építették. |                                        |